# 兵庫県高等学校の廃校一覧
兵庫県高等学校の廃校一覧（ひょうごけんこうとうがっこうのはいこういちらん）とは、兵庫県の廃校となった高等学校の一覧。対象となるのは学制改革（1948年）以降に廃校となった高等学校と分校である。名称は廃校当時のもの。廃校時に属していた自治体が合併により消滅している場合は現行の自治体に含める。また、現在休校中の学校は公式には存続していることとなっているが、休校中の学校は事実上廃校となっている場合が多いため、便宜上本項に記載する。
小学校や中学校と異なり、生徒が在学中に在籍校が変更となることはほとんどなく、新設校が開校する年と旧校が閉校となる年は異なることが多い。また、統合した場合でも片方の高等学校が旧校の生徒が卒業するまで存続扱いとなる場合もある。

## 神戸市
- 神戸市立神戸工業高等学校〈初代〉（1948年市立兵庫工業高と統合し市立神戸工業高〈2代目〉へ）[1]
- 神戸市立兵庫工業高校（1948年市立神戸工業高〈初代〉と統合し市立神戸工業高〈2代目〉へ）[1]
- 兵庫県立第一神戸高等学校（1948年9月1日県立神戸欽松高と統合し兵庫県立神戸高等学校へ）[2]
- 兵庫県立神戸欽松高等学校（1948年8月兵庫県立第一神戸女子高等学校から改称、同年9月1日県立第一神戸高と統合し県立神戸高へ）[2]
- 神戸市立神港商業高等学校（1949年市立湊商業高と統合し市立神港高へ）[3]
- 神戸市立湊商業高等学校（1949年市立神港商業高と統合し市立神港高へ）[3]
- 神戸市立鈴蘭台高等学校（1955年市立兵庫商業高開校に伴い募集停止）[3]
- 神戸市立楠高等学校妙法寺分教場（定時制校）（1957年）[4]
- 神戸市立楠高等学校名谷分教場（定時制校）（1959年）[4]
- 神戸市立湊川高等学校（1969年市立摩耶高全日制課程と統合し市立赤塚山高へ）[5]
- 神戸市立摩耶高等学校（1969年全日制課程が市立湊川高と統合し市立赤塚山高となったため定時制課程のみとなり、1970年市立兵庫高と統合し神戸市立摩耶兵庫高等学校へ）[5]
- 神戸市立兵庫高等学校（1970年市立摩耶高定時制課程と統合し市立摩耶兵庫高へ）[5]
- 兵庫県立神戸北高等学校淡河校舎（1973年県立有馬高淡河分校から移管、1975年閉校）[6]
- 神戸市立楠高等学校有野分校（定時制校）（1976年）[4]
- 神戸市立赤塚山高等学校（1998年市立神戸商業高と統合し神戸市立六甲アイランド高等学校となり[7]、2000年完全移行）
- 神戸市立神戸商業高等学校（1998年市立赤塚山高と統合し市立六甲アイランド高となり、2000年完全移行）[7]
- 兵庫県立東神戸高等学校（定時制校） - 2004年閉校
- 神戸市立神戸工業高等学校〈2代目〉（2004年市立御影工業高全日制と統合し神戸市立科学技術高等学校となり、2006年完全移行）[1]
- 神戸市立長田工業高等学校（2004年市立御影工業高定時制と統合し神戸市立神戸工科高等学校となり[8]、2007年完全移行）
- 神戸市立御影工業高等学校（上記2校との統合再編に伴い2006年に全日制課程、2007年に定時制課程を閉課し廃校）[1]
- 兵庫県立鈴蘭台高等学校（2007年県立鈴蘭台西高と統合し兵庫県立神戸鈴蘭台高等学校となり、2009年完全移行）[9]
- 兵庫県立鈴蘭台西高等学校（2007年県立鈴蘭台高と統合し県立神戸鈴蘭台高となり、2009年完全移行）[9]
- 神戸市立須磨高等学校（2009年市立神戸西高と統合し神戸市立須磨翔風高等学校となり[10]、2011年移行[11]）
- 神戸市立神戸西高等学校（2009年市立須磨高と統合し市立須磨翔風高となり[10]、2011年移行[12]）
- 神戸市立神港高等学校（2016年市立兵庫商業高と統合し神戸市立神港橘高等学校となり、2018年完全移行）[3]
- 神戸市立兵庫商業高等学校（2016年市立神港高と統合し市立神港橘高となり、2018年完全移行）[3]
- 夙川学院中学校・高等学校 (2019年に学校法人夙川学院から学校法人須磨学園に売却され経営移管の上、校名変更、校舎移転、学科再編を行った。2021年学校法人夙川学院が運営する夙川学院中学校・高等学校最後の入学生が卒業し、閉校。)[13]

## 姫路市
- 兵庫県立姫路産業技術高等学校分教場（2003年）[14]
- 兵庫県立姫路産業技術高等学校（定時制校）（2005年）
- 兵庫県立城北高等学校（定時制校）（2005年）[15]
- 兵庫県立白鷺工業高等学校（定時制校）（2006年）[16]

## 尼崎市
- 兵庫県立尼崎南高等学校（定時制校）（2004年）[17]
- 兵庫県立武庫荘高等学校（2003年県立武庫工業高等学校と統合し兵庫県立武庫荘総合高等学校となり[18]、2005年完全移行）
- 兵庫県立武庫工業高等学校（2003年県立武庫荘高等学校と統合し県立武庫荘総合高となり[18]、2005年移行[19]）
- 尼崎市立尼崎産業高等学校（2011年市立尼崎東高と統合し尼崎市立尼崎双星高等学校となり、2013年完全移行）[20]
- 尼崎市立尼崎東高等学校（2011年市立尼崎産業高と統合し市立尼崎双星高となり、2013年移行）[20]
- 尼崎市立城内高等学校（2016年市立尼崎工業高等学校と統合し尼崎市立琴ノ浦高等学校へ）[21]
- 尼崎市立尼崎工業高等学校（2016年市立城内高等学校と統合し市立琴ノ浦高等学校へ）[21]

## 西宮市
- 西宮市立西宮西高等学校（定時制校）（2001年）

## 芦屋市
- 兵庫県立武庫高等学校（定時制校）（2004年）[22]
- 兵庫県立芦屋南高等学校（2005年閉校、跡地は2003年開校の兵庫県立国際高等学校と兵庫県立芦屋国際中等教育学校へ）[23]
- 芦屋市立芦屋高等学校 （2007年）[24]

## 伊丹市
- 伊丹市立高等学校（定時制校）（2015年）[25]

## 川西市
- 兵庫県立川西高等学校（定時制校）（2015年伊丹市の兵庫県立阪神昆陽高等学校へ統合）[26]

## 相生市
- 相生市立相生高等学校（1959年兵庫県立相生工業高等学校に合併され、県立相生工業高等学校が改称して兵庫県立相生産業高等学校へ）[27]

## 豊岡市
- 兵庫県立豊岡工業高等学校（1949年統合により県立豊岡実業高へ）
- 兵庫県立豊岡女子商業高等学校（同上）
- 組合立豊岡農業高等学校（同上）
- 兵庫県立豊岡実業高等学校（2003年県立豊岡南高と統合し兵庫県立豊岡総合高等学校となり、2005年完全移行）[28]
- 兵庫県立豊岡南高等学校（2003年県立豊岡実業高と統合し県立豊岡総合高となり、2005年移行）[28]

## 加古川市
- 兵庫県立農業高等学校阿弥陀分校（1963年廃止）[29]
- 兵庫県立農業高等学校稲美分校（1976年廃止）[29]
- 兵庫県立農業高等学校志方分校（1980年廃止）[29]

## 宝塚市
- 兵庫県立川西高等学校西谷分校（1966年）[26]
- 兵庫県立川西高等学校宝塚良元校（定時制校）（2015年）[30]

## 三田市
- 兵庫県立三田農業高等学校（1948年9月1日県立三田高と統合し兵庫県立有馬高等学校へ）[31]
- 兵庫県立三田高等学校（1948年9月1日県立三田農業高と統合し県立有馬高へ）[31]
- 兵庫県立有馬高等学校羽束分校（1964年）[31]
- 兵庫県立有馬高等学校長坂分校（1977年）[31]

## 丹波篠山市
- 兵庫県立篠山産業高等学校丹南校 - 2016年閉校[21]

## 養父市
- 兵庫県立八鹿高等学校大屋校（2010年）[32]

## 南あわじ市
- 兵庫県立三原高等学校（2007年県立志知高と統合し兵庫県立淡路三原高等学校となり[33]、2009年完全移行[34]）
- 兵庫県立志知高等学校（2007年県立三原高と統合し県立淡路三原高となり[33]、2009年完全移行）

## 淡路市
- 兵庫県立洲本実業高等学校東浦校（2011年）[35]
- 兵庫県立淡路高等学校一宮校（2011年）[36]

## たつの市
- 兵庫県立龍野実業高等学校（2008年県立新宮高と統合し兵庫県立龍野北高等学校へ）[37]
- 兵庫県立新宮高等学校（2008年県立龍野実業高と統合し県立龍野北高へ）[37]

## 川辺郡
- 兵庫県立川西高等学校中谷分校（1961年六瀬分校と統合し猪名川分校へ）[26]
- 兵庫県立川西高等学校六瀬分校（1961年中谷分校と統合し猪名川分校へ）[26]
- 兵庫県立伊丹高等学校猪名川分校（1975年県立川西高から移管[26]、兵庫県立猪名川高等学校開校に伴い閉校[38]）

## 美方郡
- 兵庫県立八鹿高等学校兎塚分校（1957年兵庫県立八鹿高等学校村岡分校に合併され閉校）[注釈 1]
- 兵庫県立浜坂高等学校温泉校（2007年）[39]